# 4. Königlich Bayerische Infanterie-Brigade
Die 4. Infanterie-Brigade war ein Großverband der Bayerischen Armee. Das Brigadekommando stand in Neu-Ulm.

## Gliederung
1914 war die Brigade Teil der 2. Division. Ihr unterstanden folgende Einheiten:
- 12. Infanterie-Regiment „Prinz Arnulf“ in Neu-Ulm
- 15. Infanterie-Regiment „König Friedrich August von Sachsen“ in Neuburg an der Donau
- Bezirkskommando Dillingen
- Bezirkskommando Mindelheim

## Geschichte
Der Großverband wurde am 27. November 1815 als 4. Infanterie-Brigade des Generalkommandos München errichtet.
Die Brigade wurde zu Beginn des Ersten Weltkrieges im Rahmen der 6. Armee an der Westfront eingesetzt.
Der Brigadestab des Ausmarsches führte ab 1. April 1915 die Bezeichnung 21. Infanterie-Brigade, die der neu aufgestellten 11. Infanterie-Division unterstellt war, und schied aus der 2. Division aus. Mit dem Brigadestab der 3. Infanterie-Brigade existierte die 4. Infanterie-Brigade bei der 2. Division bis Kriegsende fort.

## Kommandeure
| Dienstgrad                   | Name                               | Datum                                  |
| ---------------------------- | ---------------------------------- | -------------------------------------- |
| Generalmajor                 | Philipp Straub                     | 1867 bis 1870                          |
| Generalmajor                 | Rudolph von der Tann-Rathsamhausen | 1870 bis 1873                          |
| Generalmajor                 | Joseph Hebberling                  | 1873 bis 1874                          |
| Generalmajor                 | Otto von Schmidt                   | 04. Dezember 1874 bis 28. Februar 1882 |
| Generalmajor                 | Celsus von Girl                    | 1882 bis 1888                          |
| Generalmajor                 | Arnulf von Bayern                  | 1884 bis 1887                          |
| Generalmajor                 | Hugo Helvig                        | 1888 bis 1892                          |
| Generalmajor                 | Hermann Durlacher                  | 1892 bis 1895                          |
| Generalmajor                 | Friedrich Lehmann                  | 1895 bis 1896                          |
| Generalmajor                 | Ludwig von Winneberger             | 1896 bis 1900                          |
| Generalmajor                 | Karl Reisner von Lichtenstern      | 8. Januar 1900 bis 31. März 1901       |
| Generalmajor                 | Heinrich Göringer                  | 1901 bis 1903                          |
| Generalmajor                 | Eduard Hagen                       | 1903 bis 1904                          |
| Generalmajor/Generalleutnant | Karl von Köppel                    | 31. Oktober 1904 bis 12. August 1908   |
| Generalmajor                 | Karl Käuffer                       | 13. August 1908 bis 1911               |
| Generalmajor                 | August Ipfelkofer                  | 28. März 1911 bis 1913                 |
| Generalmajor                 | Karl Schoch                        | 1913 bis 1. April 1915                 |
| Generalmajor                 | Franz von Bayern                   | 26. März 1915 bis 10. Oktober 1916     |
| Generalmajor                 | Wilhelm von Reitzenstein           | 10. Oktober 1916 bis 6. Juli 1918      |
| Oberst                       | Ludwig von Vallade                 | 06. Juli 1918 bis Kriegsende           |